# Ние Хайшън
Ние Хайшън (на традиционен китайски: 聶海勝, на опростен китайски: 聂海胜, на пинин: Niè Hǎishèng) е полковник от Народоосвободителната армия на КНР (НОАК) и 3-ти китайски, 442-ри в света космонавт.
Роден е на 13 октомври 1964 г. в с. Яндан (Yangdang), провинция Хубей (Hubei) в централен Китай. Ние Хайшен е от бедно семейство. Той е шестото от общо осем деца.
Завършва гимназия в родната си провинция. През 1984 г. постъпва в училище за летци. Служи като пилот на изтребител в НОАК. Бил е командир на ескадрила, командир на група, майстор-навигатор. Има военно звание полковник.
На 12 юни 1989 г. в самолета, на който лети Ние Хайшън, на височина 4000 метра възниква експлозия и двигателят спира. Самолетът започва да пада. Хайшън се опитва да възстанови контрола над падащата машина до минималната височина 400 – 500 метра, и чак тогава катапултира.
Ние Хайшън е избран в отряда на космонавтите през януари 1998 г. от повече от 1500 от най-добрите пилоти на Китай. Той е резервен космонавт за първия пилотиран полет на Китай на кораба „Шънджоу 5“.
Извършва космически полет заедно с Фей Дзюнлун като пилот на кораба „Шънджоу 6“ от 12 до 16 октомври 2005. По време на този полет Ние Хайшън отбелязва 41-вия си рожден ден.
Хайшън е женен и има една дъщеря на 11 години.